# Skagen Havn
Skagen Havn, Danmarks nordligst beliggende havn, omfatter fiskeri- og lystbådehavn.
Havnens historie, der går tilbage til 1907, hvor kong Frederik d. VIII foretog indvielsen af havnen.
Havnen er udvidet i 1917, 1939, 1965, 1979 samt ganske betragteligt i nyere tid gennem 3 etaper.
Etape 1 blev udført i perioden 2006 – 2007. Udvidelsen førte til en landudvidelse på 110.000 m2.
Etape 2 blev udført i perioden august 2013 – forsommeren 2015. Havneudvidelsen resulterede i en bredere indsejling på +250 meter, forøgelse af vanddybden til minimum 11 meter ved kaj, 600 meter ny kaj og skabelsen af et nyt kajbassin.
Etape 3 blev udført 2020-2021. 190.000m2 nyt land – her af 155.000m2 til udlejning. 1050 meter ny kaj.

## Ekstern henvisning og kilde
- Wikimedia Commons har flere filer relateret til Skagen Havn
- Skagen Havns hjemmeside

57°43′1.72″N 10°35′15.44″Ø / 57.7171444°N 10.5876222°Ø